# Veliš u Jičína
Veliš (deutsch Welisch) ist eine Gemeinde in Tschechien. Sie liegt sechs Kilometer südwestlich von Jičín am südlichen Fuße des Berges Veliš und gehört zum Okres Jičín.

## Geschichte

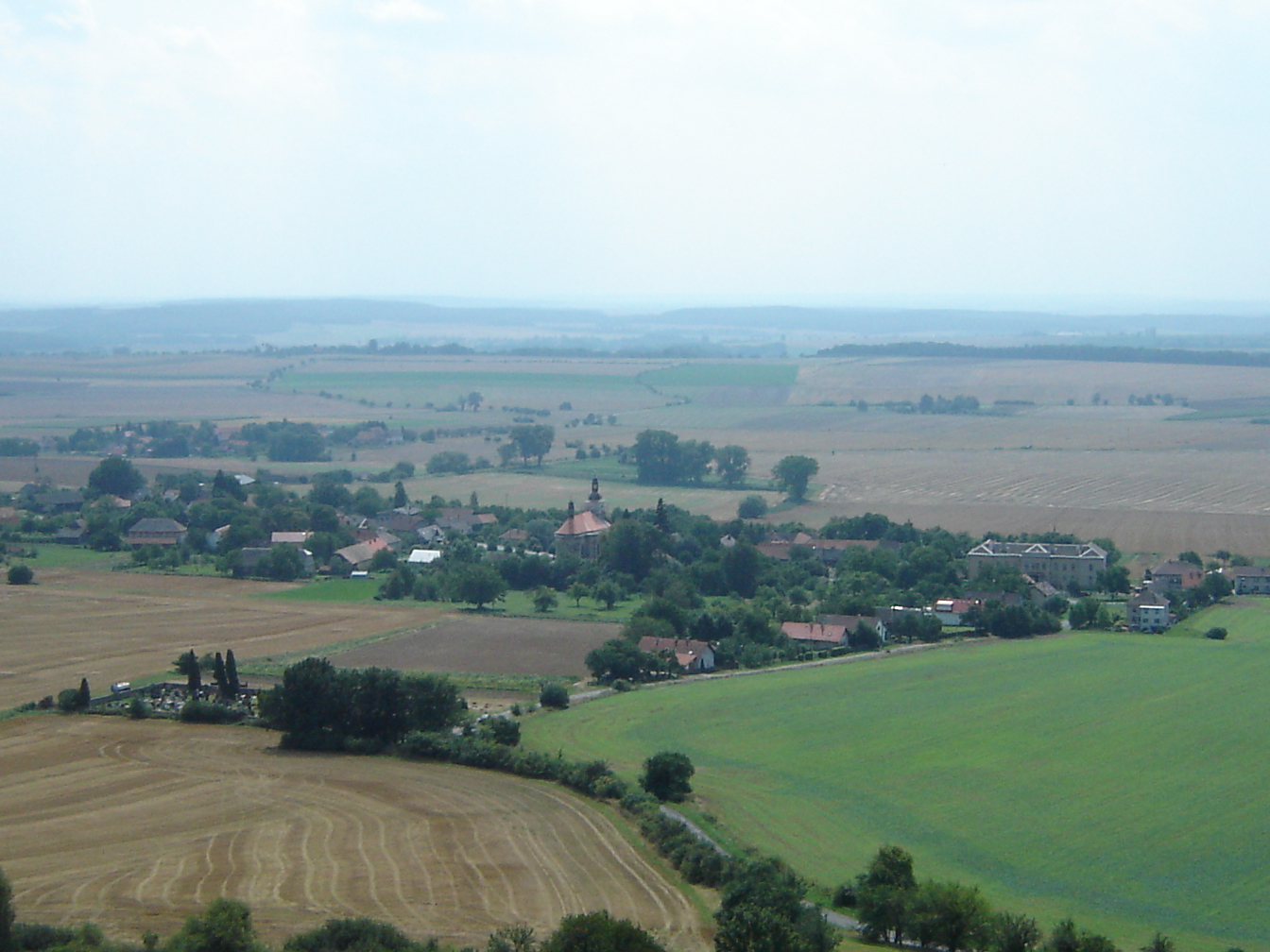
Veliš

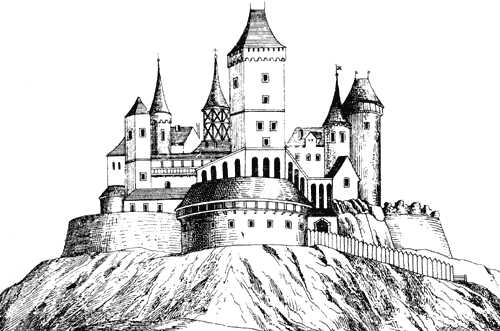
Burg Veliš um 1650

Veliš wurde erstmals 1140 in einer Gründungsurkunde des Klosters Strahov erwähnt. Die auf einer Anhöhe über dem Dorf um 1300 errichtete königliche Burg ist für 1316 belegt. 1327 erwarben die Herren von Wartenberg die Herrschaft Veliš zunächst als Pfandschaft und zehn Jahre später als erblichen Besitz. Für 1438 ist Hašek von Waldstein als Besitzer nachgewiesen, von dem es 1452 der spätere böhmische König Georg von Podiebrad erwarb. Von dessen Söhnen kaufte es 1482 Samuel von Hradek und Valečov, dem die Trčka von Leipa folgten. Jan Rudolf Trčka von Lípa verkaufte Veliš 1606 an Matthias von Thurn, der nach der Schlacht am Weißen Berg enteignet wurde. Nachfolgend gelangte es an Albrecht von Wallenstein, nach dessen Ermordung 1634 an Heinrich von Schlick, den 1650 sein Sohn Franz Ernst beerbte.
Von wirtschaftlicher Bedeutung war im 19. Jahrhundert ein Basaltsteinbruch.

## Ortsteile
Die Gemeinde besteht aus den Ortsteilen Veliš und Vesec.

## Sehenswürdigkeiten
- Kirche des hl. Wenzel
- Ruine der ehemaligen königlichen Burg auf dem Berg Veliš
- Gruft der Adelsfamilie von Schlick.

## Persönlichkeiten
- Karel Pařík (1857–1942), Architekt